# Ribnica (khu tự quản)
Khu tự quản Ribnica là một khu tự quản lớn ở miền nam Slovenia. Trụ sở của khu tự quản là thị trấn của Ribnica. Nó là một phần của khu vực truyền thống của Hạ Carniola và bây giờ thuộc khu vực Đông Nam Slovenia. Bằng chứng khảo cổ cho thấy rằng khu vực này đã được định cư sớm nhất kể từ cuối thời đại đồ đồng giữa năm 1300 và 900 TCN.

## Người nổi tiếng
Những người nổi tiếng sinh ra và sống ở khu tự quản Ribnica bao gồm:
- Bojan Adamič (1912–1995), nhà soạn nhạc (sinh ra tại Ribnica)
- Jacobus Gallus (1550–1591), nhà soạn nhạc (được cho là sinh ra tại Ribnica)
- Janez Evangelist Krek (1865–1917), nhà hoạt động và chính trị thiên chúa giáo (sinh ra tại Sveti Gregor)
- France Prešeren (1800–1849), nhà thơ (học tại Ribnica)
- Simona Škrabec (sinh năm 1968), phiên dịch viên, nhà văn, nhà lịch sử học (thời thơ ấu sống ở Ribnica)
- Ivan Šušteršič (1863–1925), nhà chính trị bảo thủ (sinh ra tại Ribnica)

## Đường dẫn ngoài
- Trang web khu tự quản Ribnica